# Cool and the Crazy
Série Rebel Highway
Vilaines Filles et Mauvais Garçons
(1994) Reform School Girl
(1994)
Pour plus de détails, voir Fiche technique et Distribution.
Cool and the Crazy est un téléfilm américain réalisé par Ralph Bakshi, diffusé en 1994.
Ce téléfilm fait partie de Rebel Highway, une anthologie rendant hommage aux films de « séries B » des années 1950 produits par American International Pictures et souvent diffusés en double programme et/ou dans des drive-in. Ces nouvelles versions mettent en scène de jeunes acteurs « en vogue » des années 1990.

## Synopsis
À la fin des années 1950, Roslyn et Michael, amoureux depuis le lycée, se sont mariés, alors qu'ils n'ont que 18 ans. Ils deviennent ensuite parents. Mais très vite, les conflits et les secrets apparaissent. Souvent seule, Roslyn passe tout son temps à s'occuper du bébé et de la maison. Elle trouve du réconfort auprès de sa meilleure amie, Joannie. Celle-ci est mariée à Bobby. Joannie trompe son mari avec un certain Frankie, qui présente à Roslyn son ami Joey. Roslyn et Joey couchent ensemble. Si au départ il ne se doute de rien, Michael devient suspicieux, à force de voir Roslyn et Joannie rentrer de plus en plus tard. Michael commence alors à fréquenter une certaine Lorraine. Tout se complique davantage quand Roslyn décide se rompre avec Joey. Ce dernier décide de la kidnapper. Michael se lance à ses trousses.

## Fiche technique
Sauf indication contraire, les informations mentionnées dans cette section peuvent être confirmées par la base de données cinématographiques IMDb,  présente dans la section « Liens externes ».
- Titre original : Cool and the Crazy
- Réalisation et scénario : Ralph Bakshi
- Musique : Hummie Mann
- Montage : Larry Bock
- Photographie : Roberto Schaefer
- Production : Lou Arkoff, Debra Hill, Willie Kutner

Producteur associé : Amy Grauman Danziger
- Société de production : American International Pictures
- Distribution : Showtime
- Durée : 84 minutes
- Budget : 1,3 million de dollars[2]
- Pays d'origine :  États-Unis
- Langue originale : anglais
- Format : couleur - 4/3 - 35 mm - son stéréo
- Genre : drame
- Dates de sortie :

 États-Unis : 16 septembre 1994 (1re diffusion sur Showtime)

## Distribution
- Jared Leto : Michael
- Alicia Silverstone : Roslyn
- Jennifer Blanc : Joannie
- Matthew Flint : Joey
- Bradford Tatum : Frankie
- Christine Harnos : Lorraine
- Richard Singer : Neal
- Tuesday Knight : Brenda
- Christian Frizzell : Bobby
- John Hawkes : Crazy

## Production
Dans les années 1960, Ralph Bakshi écrit un scénario intitulé If I Catch Her, I'll Kill Her. Pendant des années, il tente de développer ce projet en film et manque de peu de la concrétiser avec United Artists puis Paramount Pictures, sans succès.
En 1993, Lou Arkoff (en) (fils de Samuel Z. Arkoff) et Debra Hill lancent la série de téléfilms Rebel Highway. Ils invitent plusieurs réalisateurs confirmés comme William Friedkin, Joe Dante, Uli Edel, ou encore John Milius. Chacun doit choisir un titre parmi les anciens films produits par Samuel Z. Arkoff via American International Pictures. Chaque réalisateur ou réalisatrice peut ensuite engager les scénaristes de leur choix, créer l'histoire de leur choix (similaire ou non à celle du film original). Chaque cinéaste peut également choisir son directeur de la photographie, son monteur et dispose du final cut.
Chaque téléfilm dispose d'un budget de 1,3 million de dollars et de seulement douze jours de tournage. Les actrices et acteurs choisies doivent être des personnalités en pleine ascension.
Ralph Bakshi parvient enfin à voir son projet If I Catch Her, I'll Kill Her devenir réalité. Il est cependant rebaptisé Cool and the Crazy, d'après le film The Cool and the Crazy (en) de William Witney sorti en 1958. L'intrigue n'a cependant rien à voir.
Le tournage a lieu à Los Angeles, notamment à Venice.

## Commentaire
John Hawkes, qui incarne ici Crazy, avait déjà tenu un rôle dans le tout premier téléfilm de la série Rebel Highway, Roadracers de Robert Rodriguez.

## Les téléfilmsRebel Highway
1. Roadracers de Robert Rodriguez, avec David Arquette et Salma Hayek (22 juillet 1994)
2. Confessions d'une rebelle (Confessions of a Sorority Girl) d'Uli Edel, avec Jamie Luner et Alyssa Milano (29 juillet 1994)
3. Motorcycle Gang de John Milius, avec Gerald McRaney et Jake Busey (9 août 1994)
4. Runaway Daughters de Joe Dante, avec Julie Bowen et Paul Rudd (12 août 1994)
5. Girls in Prison de John McNaughton, avec Anne Heche et Ione Skye (19 août 1994)
6. Shake, Rattle and Rock! d'Allan Arkush, avec Renée Zellweger et Howie Mandel (26 août 1994)
7. Dragstrip Girl de Mary Lambert, avec Mark Dacascos et Natasha Gregson Wagner (2 septembre 1994)
8. Vilaines Filles et Mauvais Garçons (Jailbreakers) de William Friedkin, avec Antonio Sabato Jr. et Shannen Doherty (9 septembre 1994)
9. Cool and the Crazy de Ralph Bakshi, avec Jared Leto et Alicia Silverstone (16 septembre 1994)
10. Reform School Girl de Jonathan Kaplan, avec Aimee Graham et Matt LeBlanc (23 septembre 1994)